# Stefan Filipov
Stefan Filipov (in bulgaro Стефан Филипов?; Sofia, 8 gennaio 1943) è un ex cestista bulgaro.

## Carriera
Con la Bulgaria ha disputato i Giochi olimpici di Città del Messico 1968 e tre edizioni dei Campionati europei (1963, 1965, 1971).